# Sveti Kristofor i Nevis
Sveti Kristofor i Nevis je otočna država u Karipskom moru. Pripada skupini Malih Antila. Nalazi se zapadno od Antigve i Barbude i jugoistočno od Nizozemskih Antila.

## Zemljopis
Država se sastoji od dva glavna otoka- Svetog Kristofora i Nevisa. Najviši vrh (1156 m) je Mount Liamuiga.
Otoci su vulkanskog podrijetla, centralni dijelovi su prekriveni tropskim kišnim šumama koje su uglavnom nenaseljene. Većina populacije obaju otoka živi uz obalu. Na otocima ima nekoliko rijeka koje osiguravaju pitku vodu za stanovnike, a Sveti Kristofor ima i jedno manje jezero.

## Povijest
Prije dolaska Europljana ovo područje bilo je naseljeno indijanskim plemenima Kariba. Kristofor Kolumbo se na svom drugom putovanju 1493. iskrcao na veći otok i nazvao ga, prema svetcu zaštitniku, Sveti Kristofor. Manji otok nazvao je Nevis (španj. nieves = snijeg). 
Kolonizacija je počela oko 1623. kada na Sv. Kristofor dolaze Francuzi i Britanci. Kao prva engleska kolonija u ovom području, otok postaje polazište za daljnju kolonizaciju karipskog područja. Tijekom 17. i 18. stoljeća otoci nekoliko puta prelaze iz francuske uprave pod britansku i obratno. Konačno ostaju u britanskom posjedu nakon 1783. Dobivaju vlastitu upravu 1967. a punu samostalnost 19. rujna 1983.

## Ekonomija
U kolonijalnom razdoblju na Svetom Kristoforu i Nevisu proizvodio se gotovo isključivo šećer. Nakon što se ova proizvodnja suočila s teškoćama, vlada pokreće programe razvija drugih poljoprivrednih kultura i sektora ekonomije.

## Stanovništvo
Prema procjenama iz 2018., na otocima živi 52.441 stanovnika. Većina stanovništva je crnačkog podrijetla, uz nešto britanskih i portugalskih doseljenika.
Po vjerskoj pripadnosti zastupljeni su anglikanci, drugi protestanti i katolici.

## Jezici
Sveti Kristofor i Nevis je zemlja s dva jezika: engleski (nacionalni) i antigvanski i barbudski, ovdje nazivan svetokristoforski i neviski.